# Montereale Valcellina
Montereale Valcellina es una localidad y comune italiana de la provincia de Pordenone, región de Friuli-Venecia Julia, con 4.695 habitantes.

## Evolución demográfica
| Gráfica de evolución demográfica de Montereale Valcellina entre 1861 y 2001 |
|                                                                             |
| Fuente ISTAT - elaboración gráfica de Wikipedia                             |